# تصبيع
تصبيع (بالإنجليزية: Fingering)‏ هي عملية استخدام الأصابع أو اليدين قصد التحفيز الجنسي للفرج أو المهبل أو حتى فتحة الشرج أو حلمات الثدي في بعض الأحيان.
هناك من يقوم بالتصبيع بهدف الوصول للإثارة الجنسية وهناك من يقوم بها بداعي المداعبة، ويُعتبر التصبيع طريقة من بين الطرق العديدة لممارسة الجنس الخارجي أو الاستنماء المتبادل بل قد يدور اللقاء الجنسي حول عملية التصبيع بالكامل. كما يُعتمد على التصبيع خلال العادة السرية باعتباره محفزا للجسم، وهو يُشبه إلى حد ما (في تحفيزه) عملية الاستمناء عند الرجل.

## عملية التصبيع

### خارج المهبل
تدليك الفرج، وخاصة البظر هو الطريقة الأكثر شيوعا عند النساء من أجل تحقيق نشوتهن الجنسية، كما أن تدليك حشفة البظر والتلاعب بالجلدة من شأنه تحقيق الرعشة الجنسية خاصة عندما تترافق العملية مع حركات أصبعية صعودا ونزولا جنبا إلى جنب مع الحركات الدائرية. هذا وتجدر الإشارة إلى أن يُمكن تحفيز باقي الأعضاء التناسلية في الجسم بواسطة الأصبع فقط دون الحاجة لشريك جنسي أو شيء من هذا القبيل.

### داخل المهبل
التصبيع داخل المهبل عادة ما يتم من طرف الفتاة في مسعى منها لتحفيز بقعة جي سبوت والتي يُقال أنها تقع تقريبا على بعد 5 سم (2.0 ) من الجدار الأمامي للمهبل وتتقدم إلى الأمام ناحية السرة، وقد وُصفت بأنها العضو الأكثر إثارة في جسم الفتاة وبهذا فعملية التصبيع قادرة على تحقيق النشوة الجنسية دون وجود شريك من الجنس الآخر.
ممارسة التصبيع (يُسمى أحيانا بالتمليس) داخل المهبل قد يُحفز مجموعة من الغدد التي تلعب هي الأخرى دورا مهما في الوصول للرعشة، وهذا قد يُؤدي بشكل أو بآخر إلى قذف خارجي (الموضوع لا زال محط جدل بين علماء الجنس).
تستعمل بعض النساء تعبير «تعال إلى هنا» كدليل على أنها راغبة في ممارسة الجماع أو بالأحرى راغبة في التصبيع وذلك باعتبار أن هذه العملية عادة ما تتم بالأصبع الوسطى مع مساعدة من البنصر والسبابة وجمعهما يُعطي قبضة اليد التي عادة ما تُستعمل للنداء من قبيل «تعال إلى هنا».
ينصح الأطباء دوما بضرورة غسل اليدين قبل الاتصال المباشر مع المهبل وذلك لضمان نظافته؛ كما ينصحون بالغسل مجددا عند الانتقال من فتحة المهبل نحو فتحة الشرج أو العكس.

## تصبيع الشرج
هذه الممارسة قد تكون ممتعة نظرا لوجود عدد كبير من النهايات العصبية في منطقة الشرج؛ كما تلعب العضلات العاصرة الشرجية دورا مهما في زيادة التحفيز والمتعة خلال وأثناء إدخال الإصبع.
تُساعد المزلقات الدهنية على زيادة متعة الإحساس كما تُسرع من عملية إدخال وإخراج الأصبع مما يُولد احتكاكا أكبر وبالتالي نشاطا أفضل. بعض الناس يفضلون تحفيز الطوق الخارجي من فتحة الشرج وفقط في حين يُفضل الآخرون إدراج أصبع واحد أو أكثر إلى عمق منطقة الشرج.
عملية التصبيع التي تمس الشرج يُمكن أن تُمارَس من قبل الشخص نفسه كما يُمكن أن تُمارس بين شخصين أو أكثر (جنس جماعي) وذلك استعدادا وتمهيدا للممارسة الجنسية الفعلية من الشرج (وطأ قضيب الشاب في فتحة شرج الشاب الآخر)، كما أن «تصبيع الشرج» من الممكن أن يثير المتلقي والمنفذ على حد سواء مما يسمح لكلاهما بالاسترخاء والسماح لفتحة الشرج بالتوسع استعداد لاستقبال القضيب أو أي أداة جنسية أخرى؛ كما يُعد التصبيع وسيلة فعالة لتحفيز البروستاتا عن الذكور وبالتالي توصلهم إلى النشوة الجنسية. هذا وتجدر الإشارة إلى أن تصبيع الشرج لا يقتصر على الذكور فقط بل يُمكن تطبيقه بين الفتيات (أو بين الفتاة مع نفسها) خاصة وأنه يُحفز وبشكل كبير العجان الإسفنجي.

## السلامة
عموما تُعتبر هذه الممارسة آمنة طالما لا توجد جروح مفتوحة على الأصابع؛ كما يجب الانتباه إلى الأظافر وما إذا كانت فعلا طويلة أم لا أو إذا كانت حادة وخشنة لأن هذا قد يُسبب جروح أو إصابات أو حتى نقل العدوى، أما إذا كان هناك جرح على مستوى الأصبع فيجب التوقف عن هذه الممارسة وأخد الرعاية الطبية اللازمة.
يجب غسل الأيدي جيدا بالماء الدافئ والصابون قبل ممارسة أي نشاط آخر لتجنب انتشار البكتيريا أو الجراثيم، كما يُفضل استعمال القفازات الطبية عند الرغبة في الحصول على رعشة جنسية مزدوجة من فتحة الشرج والمهبل معا وذلك لتجنب انتقال العدوى من فُتحة لأخرى.